# Herrarnas tempolopp i bancykling vid olympiska sommarspelen 2000
Herrarnas tempolopp i bancykling vid olympiska sommarspelen 2000 ägde rum i den 16 september 2000 i Dunc Gray Velodrome.

## Medaljörer
| Event               | Guld                         | Silver                | Brons                  |
| Herrarnas tempolopp | Jason Queally Storbritannien | Stefan Nimke Tyskland | Shane Kelly Australien |

## Resultat
| Placering | Namn                | Nation         | Tid      | Rekord |
| --------- | ------------------- | -------------- | -------- | ------ |
| 1         | Jason Queally       | Storbritannien | 1:01.609 | OR     |
| 2         | Stefan Nimke        | Tyskland       | 1:02.487 |        |
| 3         | Shane Kelly         | Australien     | 1:02.818 |        |
| 4         | Soeren Lausberg     | Tyskland       | 1:02.937 |        |
| 5         | Arnaud Tournant     | Frankrike      | 1:03.023 |        |
| 6         | Dimitrios Georgalis | Grekland       | 1:04.018 |        |
| 7         | Grzegorz Krejner    | Polen          | 1:04.156 |        |
| 8         | Garen Bloch         | Sydafrika      | 1:04.478 |        |
| 9         | Narihito Inamura    | Japan          | 1:05.085 |        |
| 10        | Julio Cesar Herrera | Kuba           | 1:05.537 |        |
| 11        | Matt Sinton         | Nya Zeeland    | 1:05.706 |        |
| 12        | Jim Fisher          | Kanada         | 1:05.835 |        |
| 13        | Martin Polak        | Tjeckien       | 1:05.851 |        |
| 14        | Jonas Carney        | USA            | 1:05.968 |        |
| 15        | David Cabrero       | Spanien        | 1:07.710 |        |
| 16        | Gvido Miezis        | Lettland       | 1:08.113 |        |